# دی
دِی (در فارسی افغانستان: جَدی) دهمین ماه سال در گاه‌شماری هجری خورشیدی است و ۳۰ روز دارد. دی نخستین ماه فصل زمستان است.
برج فلکی دی‌ماه برج جدی است که دهمین برج فلکی از دایرةالبروج است. نماد برج دی، بزغاله نامیده می‌شود. عنصر این برج خاک است.
در گاه‌شماری رسمی ایران نام این ماه از نام ماه دهم گاه‌شماری اوستایی نو برگرفته شده‌است. در گاه‌شماری زرتشتی روز هشتم، پانزدهم و بیست و سوم هر برج نیز دی نام دارد. ابوریحان بیرونی می‌گوید دی ماه را خُورماه نیز می‌گویند و روز یکم ماه را خره‌روز یا خوره‌روز نامند.
در آیین زرتشتی در هرکدام از دی‌روزها از دی‌ماه، جشنی برگزار می‌شود که کوشیار گیلانی در زیج جامع این روزها را دی جشن می‌نامد.
نخستین جشن که در روز نخست دی‌ماه (اورمزد یا هرمزد) یعنی نخستین روز پس از جشن یلدا برگزار می‌شود، دی دادار جشن یا «جشن خرم روز» یا خور روز (روز خورشید)، یا نود روز (۹۰ روز تا نوروز) نام دارد.
روز هشتم از دی ماه یا روز «دی به آذر»، اولین جشن دیگان برگزار می‌شود که ابوریحان بیرونی در کتاب قانون مسعودی از این جشن با عنوان «عید دی الاول» نام برده‌است و کوشیار از آن با نام «دی جشن» نام برده‌است.
روز پانزدهم از دی ماه یا روز «دی به مهر» جشن دیگان دوم (/دیبگان/بتیکان) برگزار می‌شود.
در روز بیست و سوم از دی‌ماه یا روز «دی به دین»، سومین جشن دیگان برگزار می‌شود.
در بندهشن گل‌های بادرنگ و کاردک و شنبلید به ترتیب ویژه روزهای «دی به آذر» و «دی به مهر» و «دی به دین» معرفی شده‌اند.
ابوریحان بیرونی دربارهٔ دی‌ماه می‌نویسد:
دی ماه، نخستین روز آن خرم روز است و این روز و ماه هر دو به نام خداوند است که «هرمز» نامیده می‌شود، یعنی حکیم و دارای رای و آفریدگار. در این روز عادت ایرانیان چنین بوده که پادشاه از تخت شاهی پایین می‌آمد و جامه‌ای سفید می‌پوشید و در بیابان بر فرش‌های سپید می‌نشست و دربان و یساولان را که شکوه پادشاه با آن هاست به کنار می‌راند و هر کس که می‌خواست پادشاه را ببیند، خواه دارا و خواه نادار بدون هیچ گونه نگهبان و پاسبان، نزد شاه می‌رفت و با او به گفتگو می‌پرداخت و در این روز پادشاه با برزگران می‌نشست و در یک سفره با آن‌ها خوراک می‌خورد و می‌گفت: من مانند یکی از شماها هستم و با شماها برادرم، زیرا استواری و پایداری جهان به کارهایی است که به دست شما انجام می‌شود و امنیت کشور نیز با من است، نه پادشاه را از مردم گریزی است و نه مردم را از پادشاه

## واژه‌شناسی
واژه دی در اوستا دتهوش (Dathush) یا دزوه (Daz-vah) و به معنی دادار یا آفریننده و آفریدگار است که همیشه به مانند صفتی برای اهورامزدا آورده شده‌است. در اوستا در آفرینگان گاهنبار بند ۱۱ صفت دتهوش برای دهمین ماه سال بکار رفته‌است.
این واژه از مصدر دا آمده‌است که در اوستا و پارسی باستان و سانسکریت به معنی دادن، آفریدن، ساختن، و بخشیدن است. در پهلوی داتن(Datan) و در فارسی دادن است. از همین ریشه داتر(Dater) در پهلوی "داتار "و در فارسی «دادار» یا آفریدگار گفته می‌شود.

## دی در زبان و گاه‌شماری دیگر
در گاه‌شماری میلادی این ماه با شروع ماه دسامبر آغاز می‌شود و در زبان پشتو مرغومی (به پشتو: مرغومی) و در زبان کردی به‌فرانبار (به کردی: بەفرانبار) در افغانستان جدی نامیده می‌شود.

## رویدادها
- ۱۳۱۴ - تصویب و اجرای فرمان قانون کشف حجاب توسط رضا شاه پهلوی (۱۷ دی)
- ۱۳۴۱ - مأموریت نیروی هوایی شاهنشاهی ایران برای حفظ صلح در کنگو.[۲]
- ۱۳۵۷ - خروج محمدرضا پهلوی از ایران در پی بالاگرفتن تظاهرات و مخالفت‌های مردمی.[۳] (۲۶ دی)
- ۱۳۸۲- زمین‌لرزه ۱۳۸۲ بم (۵ دی)
- ۱۳۹۵ - آتش‌سوزی و ریزش ساختمان پلاسکو (۳۰ دی)
- ۱۳۹۶ - حادثه نفت‌کش سانچی(۱۶ دی)
- ۱۳۹۷ - واژگونی اتوبوس دانشجویان واحد علوم تحقیقات دانشگاه آزاد تهران(۴ دی)
- ۱۳۹۸ - اجرای مراسم حکم قصاص آرمان عبدالعالی عامل جنایت قتل غزاله شکور و توقف اجرای حکم در پی مهلت دادن اولیای دم - ۱۱ دی [۴]
- ۱۳۹۸ - سرنگونی پرواز شماره ۷۵۲ هواپیمایی بین‌المللی اوکراین توسط پدافند هوایی تور ام-۱ سپاه پاسداران انقلاب اسلامی (۱۸ دی)

## زادروزها
- ۱۲۵۶ - احمد قوام، سیاستمدار ایرانی در دورهٔ قاجار و پهلوی
- ۱۳۱۳ - فروغ فرخزاد، شاعر
- ۱۳۱۸ - سیروس طاهباز، جمع‌کننده آثار نیما یوشیج
- ۱۳۴۱ - سهراب رحیمی، شاعر
- ۱۲۷۰- محمدعلی جمال‌زاده، داستان‌نویس
- ۱ دی ۱۳۰۸ - محمد نوری، خواننده
- ۱ دی ۱۳۵۰ - رامبد جوان، بازیگر، نویسنده، مجری و کارگردان
- ۱ دی ۱۳۶۴ - امیر جعفری ارنگه، ورزشکار
- ۳ دی ۱۳۷۴ - امیر مقاره، خواننده
- ۳ دی ۱۳۰۰ - عباس سحاب، جغرافی‌دان و نقشه‌نگار (کارتوگراف)، بنیان‌گذار دانش نقشه‌نگاری به شیوهٔ نوین در ایران.
- ۴ دی ۱۳۰۰ – حسن ارژنگ‌نژاد، نقاش و مجسمه‌ساز ایرانی (درگذشت ۱۴۰۱)
- ۵ دی۱۳۱۳ - غلامحسین ابراهیمی دینانی، فیلسوف و متفکر ایرانی
- ۵ دی ۱۳۱۷ - بهرام بیضایی، کارگردان، نویسنده، تدوینگر و متفکر ایرانی
- ۵ دی ۱۳۴۸ - هومن برق‌نورد، بازیگر
- ۶ دی ۱۳۲۵ - رضا رویگری، بازیگر
- ۶ دی ۱۳۵۸ - یوسف تیموری، بازیگر
- ۶ دی ۱۳۶۶ - سحر قریشی، بازیگر
- ۷ دی ۱۳۴۷ - محمدرضا فروتن، بازیگر
- ۱۰ دی ۱۳۲۹ - ناصر چشم‌آذر، موسیقی دان آهنگساز و نوازنده ایرانی
- ۱۰ دی ۱۳۴۰ - کتایون ریاحی، بازیگر و نویسنده
- ۱۰ دی ۱۳۴۰ - ناصر عبداللهی، خواننده پاپ ایرانی
- ۱۱ دی ۱۳۷۳ - سردار آزمون، فوتبالیست
- ۱۳ دی ۱۳۵۷ - سام قریبیان، بازیگر و نویسنده
- ۱۴ دی ۱۳۱۸ - حسین الهی قمشه‌ای، استاد دانشگاه، نویسنده و مترجم ایرانی
- ۱۷ دی ۱۳۳۸ - محمد جواد ظریف، سیاستمدار
- ۲۰ دی ۱۳۶۰ - جواد عزتی بازیگر
- ۲۰ دی ۱۳۳۶ - اسحاق جهانگیری، سیاستمدار
- ۲۲ دی ۱۳۶۱ - نگار جواهریان، بازیگر
- ۲۲ دی ۱۳۶۲ - ترانه علیدوستی، بازیگر و نویسنده
- ۲۳ دی ۱۳۶۰ - محمد علیزاده، خواننده
- ۲۴ دی ۱۳۴۴ - نادیا مفتونی، فیلسوف و استاد دانشگاه
- ۲۵ دی ۱۳۵۵ - ماه‌چهره خلیلی، بازیگر
- ۲۶ دی ۱۳۳۶ - عماد افروغ، نویسنده، جامعه‌شناس، استاد دانشگاه و سیاست‌مدار، اصولگرا
- ۲۷ دی ۱۳۴۴ - سید جواد هاشمی، بازیگر
- ۲۷ دی ۱۳۵۱ - مجید اخشابی، خواننده
- ۲۸ دی ۱۳۲۷ - میرجلال الدین کزازی، شاعر، مترجم و ادیب
- ۲۸ دی ۱۳۷۳ - غزاله شکور ، دانشجوی هنر ایران و اتریش و مقتول
- ۲۹ دی ۱۳۲۲ - فرهاد مهراد، خواننده و آهنگساز
- ۲۹ دی ۱۳۳۰ - نصرالله معین، خواننده

## درگذشت‌ها
- ۱۲۳۰ - امیرکبیر، صدراعظم ناصرالدین شاه قاجار
- ۱۲۴۹ - عزیزخان مکری، سردار سپه یا امیرنویان ناصرالدین شاه قاجار
- ۱۳۳۸ - نیما یوشیج ، شاعر
- ۱۳۶۶ - مهدی برکشلی، موسیقیدان ایرانی
- ۱۳۹۴ - اشرف پهلوی، شاهدخت ایرانی
- ۱۳۹۵ - اکبر هاشمی رفسنجانی، سیاست‌مدار ایرانی و رئیس‌جمهور لین کشور
- ۱۳۹۷ - سید محمود هاشمی شاهرودی، سیاست‌مدار ایرانی و از مراجع تقلید شیعه
- ۱۳۹۸ - قاسم سلیمانی، نظامی ایرانی
- ۱۳۹۹ - محمدتقی مصباح‌یزدی، مجتهد و فیلسوف شیعه
- ۱۴۰۳ - ابراهیم نبوی، فعال سیاسی، نویسنده و طنزنویس

## مناسبت‌ها
1. روز میلاد خورشید، جشن خرم روز
2. بازار جشن
3. سیرسور، جشن گیاه‌خواری

- روز ثبت احوال در ایران به مناسبت سالروز صدور اولین شناسنامه برای شخصی به نام فاطمه ایرانی[۵]